# Спондилус
Спондилус је једини род морских шкољки из породице Spondylidae. Називају се још и бодљикавим остригама.

## Биологија
Ове шкољке су сврстане у суперпородицу заједно са шкољкама капицама, али оне ће пре себе причврстити за стену цементом него нитима као што то чине праве остриге. Њихова кључна карактеристика је да су капци њихове љуштуре зглобљени лоптастим и удубљеним типом шарке, пре него у облику зубића, што је чешћи случај код шкољки. Имају много очију на ивицама између капака љуштуре и нервни систем им је релативно добро развијен. Ганглије су им концентрисане у цревном делу и имају препознатљив оптички режањ повезан са очима.

## Врсте
- -{Spondylus americanus Hermann, 1781
- Spondylus anacanthus Mawe, 1823
- Spondylus gaederopus Linnaeus, 1758
- Spondylus japonica
- Spondylus princeps Broderip, 1833
- Spondylus calcifer Carpenter, 1857
- Spondylus regius
- Spondylus tenellus Reeve, 1856
- Spondylus versicolor
- Spondylus wrightianus}-

## Археологија
Археолошки налази ове шкољке на неолитским локалитетима сугеришу да је била изузетно тражена током праисторијског периода. Луксузни предмети, попут наруквица, перла и апликација који су израђени од спондилуса са Медитерана су трговином стизали до праисторијских култура средње Европе. Налази ове шкољке откривени су на различитим локалитетима, попут некрополе Варна, као и у Винчи. Spondylus princeps су откривене на обалама Еквадора. Биле су од великог значаја за народе Анда у преколумбијском периоду.